# IAAF World Relays 2019
4. IAAF World Relays – zawody lekkoatletyczne w biegach sztafetowych, organizowane pod egidą Międzynarodowego Stowarzyszenia Federacji Lekkoatletycznych (IAAF), które odbyły się 11 i 12 maja 2019 roku na International Stadium w Jokohamie.
Pierwotnie zawody, podobnie jak trzy poprzednie edycje, miały odbyć się w Nassau, stolicy Bahamów. Kraj ten we wrześniu 2018 roku, z powodu kłopotów finansowych, wycofał się jednak z przygotowania zawodów. Przejęcie organizacji imprezy rozważały Jamajka oraz Australia, ale ostatecznie w październiku 2018 roku Rada IAAF wskazała na gospodarza wydarzenia Japonię.
W programie zawodów zadebiutowała sztafeta płotkarska oraz sztafeta 2 x 2 x 400 metrów.

## Rezultaty

### Mężczyźni
| Konkurencja:            | 1. miejsce                                                                                   | Rezultat | 2. miejsce                                                                                | Rezultat | 3. miejsce                                                                                        | Rezultat |
| Sztafeta 4 x 100 metrów | Brazylia · Rodrigo do Nascimento · Jorge Vides · Derick Silva · Paulo André de Oliveira      | 38,05    | Stany Zjednoczone · Michael Rodgers · Justin Gatlin · Isiah Young · Noah Lyles            | 38,07    | Wielka Brytania · Chijindu Ujah · Harry Aikines-Aryeetey · Adam Gemili · Nethaneel Mitchell-Blake | 38,15    |
| Sztafeta 4 x 200 metrów | Stany Zjednoczone · Christopher Belcher · Bryce Robinson · Vernon Norwood · Remontay McClain | 1:20,12  | Południowa Afryka · Simon Magakwe · Chederick van Wyk · Sinesipho Dambile · Akani Simbine | 1:20,42  | Niemcy · Maurice Huke · Patrick Domogala · Aleixo-Platini Menga · Robin Erewa                     | 1:21,26  |
| Sztafeta 4 x 400 metrów | Trynidad i Tobago · Deon Lendore · Jereem Richards · Asa Guevara · Machel Cedenio            | 3:00,81  | Jamajka · Demish Gaye · Akeem Bloomfield · Rusheen McDonald · Nathon Allen                | 3:01,57  | Belgia · Dylan Borlée · Robin Vanderbemden · Jonathan Borlée · Jonathan Sacoor                    | 3:02,70  |

### Kobiety
| Konkurencja:            | 1. miejsce                                                                                              | Rezultat | 2. miejsce                                                                             | Rezultat | 3. miejsce                                                                                       | Rezultat |
| Sztafeta 4 x 100 metrów | Stany Zjednoczone · Mikiah Brisco · Ashley Henderson · Dezerea Bryant · Aleia Hobbs                     | 43,27    | Jamajka · Gayon Evans · Natasha Morrison · Sashalee Forbes · Jonielle Smith            | 43,29    | Niemcy · Lisa Marie Kwayie · Alexandra Burghardt · Gina Lückenkemper · Rebekka Haase             | 43,68    |
| Sztafeta 4 x 200 metrów | Francja · Carolle Zahi · Estelle Raffai · Cynthia Leduc · Maroussia Paré                                | 1:32,16  | Chiny · Liang Xiaojing · Wei Yongli · Kong Lingwei · Ge Manqi                          | 1:32,76  | Jamajka · Elaine Thompson · Stephenie Ann McPherson · Shelly-Ann Fraser-Pryce · Shericka Jackson | 1:33,21  |
| Sztafeta 4 x 400 metrów | Polska · Małgorzata Hołub-Kowalik · Patrycja Wyciszkiewicz · Anna Kiełbasińska · Justyna Święty-Ersetic | 3:27,49  | Stany Zjednoczone · Jaide Stepter · Shakima Wimbley · Jessica Beard · Courtney Okolo · | 3:27,65  | Włochy · Maria Benedicta Chigbolu · Ayomide Folorunso · Giancarla Trevisan · Raphaela Lukudo     | 3:27,74  |

### Mieszane
| Konkurencja:                     | 1. miejsce                                                                                | Rezultat | 2. miejsce                                                          | Rezultat | 3. miejsce                                                           | Rezultat |
| Sztafeta mieszana 4 x 400 metrów | Stany Zjednoczone · My'Lik Kerley · Joanna Atkins · Jasmine Blocker · Dontavius Wright    | 3:16,43  | Kanada · Austin Cole · Aiyanna Stiverne · Zoe Sherar · Philip Osei' | 3:18,15  | Kenia · Jared Momanyi · Maureen Thomas · Hellen Syombua · Aron Koech | 3:19,43  |
| Sztafeta 2 x 2 x 400 metrów      | Stany Zjednoczone · Ce’Aira Brown · Donavan Brazier                                       | 3:36,92  | Australia · Catriona Bisset · Josh Ralph                            | 3:37,61  | Japonia · Ayano Shiomi · Allon Tatsunami Clay                        | 3:38,36  |
| Sztafeta płotkarska              | Stany Zjednoczone · Christina Clemons · Freddie Crittenden · Sharika Nelvis · Devon Allen | 54,96    | Japonia · Ayako Kimura · Shunya Takayama · Masumi Aoki · Taio Kanai | 55,59    |                                                                      |          |